# Stanisław Orzechowski
Stanisław Orzechowski, född 11 november 1513 i Przemyśl, död 1566 i Żurawica, var en polsk författare. 
Orzechowski, som var av rutenisk börd, studerade i Wittenberg och vann där Martin Luthers ynnest, tillbringade åren 1532–43 i Italien samt återkom därifrån som god romersk katolik, ehuru han önskade ett närmare förbund med den grekisk-ortodoxa kyrkan (mot protestantismen) och celibatets upphävande. Själv gifte han sig 1551 och blev därför bannlyst, men lyckades bringa på sin sida ej blott protestanterna, utan även hela den lillpolska lågadeln. Från bannet löstes han visserligen, men hans äktenskap godkändes icke, och han vann varken hos katoliker eller protestanter egentlig tillit. 
Orzechowski var sin tids mest betydande teologiska och politiska polemiker och pamflettist. Bland hans skrifter kan nämnas Pro ecclesia Christi (1546, mot Luther; kanske hans viktigaste arbete), De lege coelibatus jämte en Supplicatio till påven om godkännande av hans äktenskap (1551), De institutione regia ad Sigismundum Augustum libri duo (tryckt 1584) och Annales Poloniæ (tryckt 1611; ny upplaga 1854, en historisk källskrift av stort värde för Sigismund II Augusts regering). Han efterlämnade även skrifter på polska språket. 
I alla Orzechowskis broschyrer, brev och dialoger är grundtanken den, att adelns obegränsade politiska frihet måste gå hand i hand med obegränsad underkastelse under kyrkans auktoritet. Endast adelsmannen är människa. Varje adelsman är suverän; den valde kungen har intet annat företräde än titeln, och över honom står ärkebiskopen av Gniezno, som kan frikalla undersåtarna från deras trohetsed. Dessa av Orzechowski predikade idéer vann anklang och bidrog med tiden till Polens undergång, först och främst till protestantismens undertryckande i landet.